# ウド鈴木
ウド 鈴木（ウド すずき、1970年〈昭和45年〉1月19日 - ）は、日本のお笑いタレント。お笑いコンビ・キャイ〜ンのボケ担当。相方は天野ひろゆき。本名は鈴木 任紀（すずき ひでき）。山形県東田川郡藤島町（現鶴岡市）出身。浅井企画所属。

## 来歴
中学生時代は野球部、高校生時代は柔道部に所属。高校時代はヤンキー向け車雑誌『ヤングオート』を愛読、クラスで回し読みしていた。のちに『ヤングオート』のインタビューで「半ヤンキー」であった高校生活を振り返っている。山形県立庄内農業高等学校を卒業。1988年に平田牧場芝浦営業所に勤めるため、川崎市に移住。
1989年10月に浅井企画に飛び込みで面接を受けに行く。門前払いされるが、何も当てがなく東京に知り合いもいないため、浅井企画にいた夢麻呂が面倒を見る事となる。芸名の「ウド」は、夢麻呂が「体だけ大きくて何も役に立たないウドの大木だな」と言った事から命名。その後、夢麻呂が座長を勤める劇団「TEAM童里夢」（現：YANKEE STADIUM 20XX）で初舞台に上がる。劇団には岡元あつこも所属していた。
同郷の幼馴染みとのお笑いコンビ「ランドレース」での活動および解散、関根勤が座長を務めるカンコンキンシアターでの活動を経て、1991年に山中伊知郎の進言により、天野ひろゆきとともにお笑いコンビ「キャイ〜ン」を結成。ボケを担当。
若いころは借金癖があり、ありとあらゆるサラ金から借金をしていた。また、『笑っていいとも』のレギュラーの時は、番組終了後にテレクラのサンドイッチマンのアルバイトをしており、日給を貰うとアルバイトしたテレクラで日給を使っていた。
金髪のモヒカンが特徴であり、「目立つ様に」と行き付けの床屋の主人が開発したもの。床屋の主人は若手芸人時代のウドから料金を取らなかったが、芸人として売れて以降も料金を取らず、その料金を茶筒に「ウド募金」として入れている。2022年現在もその床屋に通っている。キャイ〜ンとしてデビューした当初までは手入れが簡便であるとしてパンチパーマであった。デビュー当初は黒髪で、赤、緑、黒、シルバーを経て金髪になった。
1996年10月から2002年3月まで日本テレビ系列にて放送されたバラエティ番組『ウッチャンナンチャンのウリナリ!!』にて、ウッチャンナンチャンの内村光良とタレントの千秋とともに、音楽ユニット「ポケットビスケッツ」（ユニット名はウドが命名）としても活動。楽曲「GREEN MAN」では、メインボーカルをつとめた。ポケットビスケッツは2000年に活動休止したが、その後何度か限定的に復活している。『ウリナリ!!』では「独活野大木」の名義を使用していたこともある。ウリナリ芸能人社交ダンス部では「アミーゴウド」として活躍。
俳優としては、『香取慎吾の特上!天声慎吾』（日本テレビ）の企画から1999年に土曜ドラマ『蘇える金狼』（主演：香取慎吾）に天野とともに後ろ姿だけの出演、2001年に『FACE〜見知らぬ恋人〜』（日本テレビ系列）に出演。2002年に映画『ナースのお仕事 ザ・ムービー』に猿渡剛役で出演し、2004年にフジテレビ木曜時代劇『大奥〜第一章〜』第9話で、徳川家光の家臣の役として一瞬だけ出演。2006年には内村光良が初監督を勤めた映画『ピーナッツ』に出演した。
結婚願望が強かったことから、全国各地に「嫁探しの旅」と称してナンパに繰り出すほか、クリスマスの時期になると未来の彼女のためにホテルの一室を予約するなどして、自分を追い込んでいた。『ザ!情報ツウ』（日本テレビ系）で披露した「嫁探しの旅」のVTRの評判がよかったことから、2003年10月から『ウドちゃんの旅してゴメン』（メ〜テレ）が開始。2005年には番組本が発売され、発売イベントには相方の天野が乱入した。番組は20年続き、2023年10月に終了した。
2004年にプロ野球に参入した東北楽天ゴールデンイーグルスのファンクラブ名誉創立会員（会員No.10）となった。
2006年4月12日に2歳下のソムリエをしている女性との結婚を発表。結婚を決めるきっかけは、深夜に自宅のトイレが詰まりラバーカップが無いために一緒に出かけていき、数店ハシゴした末にラバーカップを購入、自宅のトイレの詰まりを2人で直したこと、と語った。独身時代はカンコンキンシアターの共演者である剛州と同居し、毎日仲間と飲むなど遊び歩いていたが、結婚してからは真っ直ぐ家に帰るようになる。
2007年2月23日に山形の観光大使にあたる『おいしい山形大使』に山形県知事より任命される。
2009年4月16日、内村と共に「ザ・テルヨシ&ウド」として『ザ・イロモネア』に出場し、Finalステージで敗退した。番組内では「ウド鈴木」とは別人と言う設定であった。
2010年5月5日放送の『フットンダ』に初登場したときは正統派かつ見事なモジりを連発して、すべてのお題で「フットンダ」を達成。

## 人物
身長178 cm、体重80 kg、血液型AB型。柔道初段。喫煙者である。山形県出身であるが、普段は標準語を話す。驚いた際に「じぇ〜！！」と出たことがある。有吉弘行から付けられたあだ名は「バカの押し売り」。
内村光良を師匠、出川哲朗を隊長と呼び、どちらも相方の次に慕っている。ずんの飯尾和樹と仲がよく、浅井企画への入所もほぼ同時期であるため、飯尾からは同期扱いされているが、飯尾は入所以前に劇団に所属していた事があるため、飯尾を先輩扱いしている。
出川と共に軽自動車に乗ってナンパしていたところ、複数人のチーマーに車を囲まれて「おら、ウド出川降りてこいよ！」と車ごと揺らされる。ウドは「隊長、これからは何があろうが、この車から絶対に出ないでください」と車から降りると、チーマーのリーダーのもとまで行き、顔をギリギリまで近づけ、「謝れ！隊長がプライベートで楽しんでるのになんでそんなことするんだ！」と謝罪を要求。するとリーダーが激怒。ナイフを取り出し「調子に乗ってると刺すぞ！」と脅すと、ウドは腹を見せて「刺せるものなら刺してみろ！こちとら本物なんだ！」と言い返した。騒ぎを聞きつけた警察が出動。仲裁に入り、お互いが謝り握手した。
先輩・後輩関係なく腰が低い。渋谷すばるが自身のラジオで「ウドさんは（悪い事をしていないのに）ずっと謝ってますよね」と語ったところ、共に出演している浅井企画の放送作家が、打ち合わせで遅刻してしまったウドが待ち合わせの喫茶店に慌てて入ってくると、全く関係ない周囲の客に対して「すいません すいません」と謝罪しており「ウドちゃんは憎めない。一度会えばみんながウドちゃんを好きになる」と褒めちぎっていた。
記憶力が優れており、2001年に漢字検定2級に合格している。また、1時間で天野の携帯に登録されている電話番号100件を全て覚えた（似たような企画で、卒業アルバムに載っている天野の同級生全員の名前を暗記したことも）。かつては円周率を700ケタほど暗唱できたが、2012年6月29日のスーパーニュースでは、22ケタであった。一度しか会っていない番組スタッフの名前と顔を数年後に再会しても憶えている。相方の天野は「自分は数年経つと憶えていないので（冷たい人間と思われて）困ってしまう」と語っている。
すっぱい物が嫌い。『内村さまぁ〜ず』で梅干しとレモンを頬張り、苦悶の表情をする。「レモン」と聞いただけでもどす事もある。また、アップルパイなど、加熱した果物、及びそれを使用した食品も食べられない。『とんねるずのみなさんのおかげでした』の『食わず嫌い』のコーナーにキャイ〜ンで出演したときは、そのホットアップルパイを嫌いな食べ物として挙げている。理由は小学校の給食でアップルパイを食べたら今まで食べたものを吐いてしまったからである。
ダウンタウンのファンで、ファンクラブにも入っていた。松本人志と初めて食事する際には、タキシードを着て行ったという。のちに『リンカーン』で共演している。ダウンタウンからは「ウドちゃん」と呼ばれている。さらに収録でフリップを出し間違えた事を電話で浜田に毎回謝るため浜田に「電話せんでええから」と言われた。
『リンカーン』の料理企画「リストランテリンカーン」では唯一レギュラーで満場一致で「美味い」と認定された。特にカツオのたたきと麻婆豆腐＆スパイシービビンバ丼は絶賛され、カツオのたたきは松本人志と大竹一樹が嫌いな料理にもかかわらず、ウドが作ったマヨネーズのソースにより克服させた。麻婆豆腐＆スパイシービビンバ丼はメンバー全員が絶賛し、松本は「人生の最期の食事でもいい」「天才やん」と称賛した。
涙もろく、『リンカーン』の企画で山口智充が用意した数話の泣ける話で、ウドのみ号泣し、涙が止まらない状態になっていた。
山形での高校生時代、すれ違った小学生に（何もしていないにもかかわらず）「あっ、バカだ!」といわれた事がある。また、海外で現地の子供がウドの顔を見るなり「Oh, My God!」と叫んだ事がある。事務所の先輩芸人である関根勤やルー大柴からは「（芸人として）ズルい顔」と賞賛されている（顔だけで笑いを取れるから）。なお、外見を馬鹿にされても一度も相手に怒ったり注意したことはない。
動物好きであり、動物が懐いてくる。魚を調理した際に魚が暴れたものの、子守唄を歌い優しくなでるとおとなしくなり、天野から「催眠術をかけた」「なんなのこいつの力！」と驚かれた。動物番組である『ダーウィンが来た! 〜生きもの新伝説〜』（NHK総合）を好んで視聴する（『リンカーン』出演時より）。
かつて叔父からもらったアウディを愛車にしていたが、『ビートたけしのお笑いウルトラクイズ』にてブルドーザーに踏み潰された。その後の愛車キャディラックもピンクに塗装していたが、『ウリナリ』で「グリーンマン」を発売した時に勝手にグリーンに塗装されてしまったことがある。
太っ腹な性格であり、事務所のチーフマネージャーから「若手芸人はウドから金を貰うな」と指示が出ている。事務所の後輩のANZEN漫才からは「恩人」と呼ばれ、尊敬されている。

### 相方への溺愛
天野がウドに「プライベートは別々になろう」と提案したが、それを聞いたウドは天野の胸ぐらをつかみ「天野君は僕のこと嫌いなの!?」と泣きながら訴えた。
『史上空前!! 笑いの祭典 ザ・ドリームマッチ2007』では、他のお笑い芸人と即席コンビを作るルールにもかかわらず、希望の相方を選ぶ際に天野を選んでいた。司会を務めた浜田雅功らから「普段の相方を選んだらアカン言うとるやろ!」と突っ込まれても「僕はやっぱり天野君が一番なんです」と答えた。最終的には、ロンドンブーツ1号2号の田村淳と即席コンビを組んだ。
事務所の社長と大喧嘩して「やめてしまえ！」と言われた時、「今までありがとうございました。天野くんをよろしくお願いします」と答えた。社長も、自分の人生より天野の心配をしたウドの相方愛に感心し、結局引き止められたという。
「もしキャイ〜ンが解散することになったら？」と聞かれ、「（天野と）刺し違えるかも知れない」と答えた。「天野に先立たれたらどうする」という問いにも、「刺し違えます！」と答えている。
ロケ番組の収録で旅館に宿泊した時、天野と同じ部屋で寝ることになったウドが、もともと離れた状態で敷かれていた布団を天野がいないスキにピッタリ並べて敷き直したことがある。それを見た天野が「冗談やめろよ！」と怒ると、ウドは「冗談なんかじゃないよ！！」と本気で怒ったという。
- ヤクザとおぼしき人物に「キャイ〜ン、やれよ」と絡まれた時に「天野君と一緒じゃなきゃやりません!」と突っぱねたことがある[20]。
- 天野の屁の匂いを進んで嗅ぐ。また、匂いでその日の体調が分かると発言。
- 明石家さんまの番組で「天野君に彼女ができて以来、僕に構ってくれなくなって寂しい」と発言。
- 天野がタバコをくわえるとさっとライターを取り出して火をつけることがある。
- ごくたまに、天野にツッコミをすることがあるが、頭頂部を軽く撫でる。
- 移動の新幹線でも、席は必ず天野の隣。その際、席を遮る肘掛けが邪魔だと語った。
- 天野と歩いている際に、若い男性に「おい、ウド・天野」と声をかけられたことに対して「天野くんを呼び捨てにするな!」と激怒した。
- 『もしもツアーズ』（フジテレビ系）でどんな大物女優が来ても、先に天野に席を譲る。その事で顰蹙を買うが「天野くんが大事だから」と譲らない。
- 天野がブログを始めた際に、一番初めにブログに書き込みをした。
- 「無人島にひとつだけ持って行くとしたら？」という問いに「天野君」と答えた。
- 天野の誕生日会にて、みんなでサザンオールスターズのDVDを観ていた際、「天野君が桑田佳祐なら僕は原坊だな」と呟いた。
- 天野の誕生日に、自宅の合鍵をプレゼントした。
- 「天野くんが料理が上手いからそのキャラを僕なんかが潰しちゃいけない」として、自身の料理の腕前を秘密にしていた。

### 女性の好み
熟女好きであるが、ストライクゾーンについては「18歳から灰になるまで」と答えている。「60代でも若過ぎる」とし、テレビ番組の企画で熟女の年齢をピタリと当て、浜田雅功を感心させた。フジテレビの女子アナの中では阿部知代が一番好きと答えている。年下の女性と結婚したことについて、事務所の先輩（コサキンら）やウドを知る業界の関係者からは驚かれた。
「熟女大好き芸人」を取り上げた2008年8月7日深夜放送分の『アメトーーク!』では、熱く熟女の素晴らしさを語り、他の出演芸人の追随を許さない熟女へのこだわりを見せ付けた。一番の熟女に加藤治子を挙げ、コーナー立案者の秋山竜次も「僕らとレベルが違う」と唖然としていた。同年10月9日放送分の同番組での「持ち込み企画プレゼンSP」で、アダルトビデオの話題が持ち上がった際には、最近のお気に入りとして「農家のおばさんシリーズ」を挙げた。
NHKアナウンサーであった久保純子やモーニング娘。のメンバーであった市井紗耶香を好んでいた時期がある（共にウリナリにて発覚）。市井にいたっては自宅にポスターが張ってあり、市井のポスターにキスをして出かける時期もあった。
『ロンドンハーツ』の「抱きたい女芸人」企画では、アンケートでオアシズの大久保佳代子と回答。「（大久保は）世が世なら、マリリン・モンローが嫉妬するセックスシンボルである」とコメントした。その一方で、同番組の「付き合いたい女芸人」企画では大久保の相方の光浦靖子とアンケートで回答しており「壊れそうな靖子さんを支えてあげたい」とコメントしている。なお、かつて番組の企画で光浦靖子のファーストキスの相手を務めた。

## 不祥事・騒動
2002年11月1日未明に東京・新宿区歌舞伎町の繁華街にて、絡んできた若者と口論の末に殴り合いとなり、書類送検された。
2007年4月13日、東京・港区台場フジテレビ本社前の交差点でウドが運転する車で青信号で直進したところ、対面車線から信号無視で右折しようとした車に衝突され、その車を運転していた50代の女性が負傷した。ウドにはケガは無かった。事故発生直後の現場をフジテレビのカメラに中継され、女性の運転席に駆けつけて謝罪するウドの姿が捉えられた。当初、この女性はウド側が信号無視をしたと主張、意見が対立していたが、その後、「前方不注意」だったと主張を覆したために両名ともに書類送検され、5月23日に起訴猶予処分が下された。

## 出演
コンビの出演はキャイ〜ンを参照。

### テレビ番組
現在
- ちょっと福岡行ってきました!（TVQ九州放送）※不定期
- ウド様おねが〜い!! ココロつながるポジティブCATV[24]（イッツコム、YouTube、2021年4月3日 - )
- じもてぃーちゃん （さくらんぼテレビ、2024年8月12日 - 、毎月第2月曜日放送) - ナレーター

過去
- ますこっとたわー（TBS、1991年7月 - 1992年3月）
- ウルトラC（TBS、2002年4月 - 9月）
- ウドちゃんの旅してゴメン（メ〜テレ 2003年10月4日 - 2023年10月1日）
- 週刊プレイガール（テレビ朝日、2007年10月 - 2008年3月）
- すずき（テレビ神奈川、 2007年10月 - 2008年3月）
- 〜遠隔操作バラエティ〜ウドで訊く!（テレビ神奈川） 2008年4月 - 9月）
- ウドちゃんカナちゃん お悩み相談本舗（TOKYO MX、 2012年5月-10月）
- 大!天才てれびくん（NHK Eテレ）- 報道部長
- シルシルミシルさんデー（テレビ朝日） - ピンキリ不動産
- モリゾー・キッコロ 森へいこうよ!（NHK Eテレ、2010年1月17日 - 2015年3月28日）
- 大好き♡東北 定禅寺しゃべり亭（NHK仙台放送局、2019年4月26日 - 2025年3月15日）- メイン司会 ※東北ブロック限定番組

特番
- ダケジャナイ仙台（東北放送、2018年3月 - 2021年3月）※東北地方のJNN系列で毎年3月放送
- それゆけ!ロコスーパー ウドちゃん×みやぞんが冬の富山で食べまくり!（BS朝日、2013年1月14日）

### WEB番組
- ウドちゃん!げんちゃん!ニコ生ちゃん!!（2015年4月16日 - 2018年2月22日、ニコニコ生放送、隔週木曜または土曜）
  - ウドちゃん!げんちゃん!ツイキャスちゃん‼︎ → ウドちゃん!げんちゃん!よっ!ティアちゃん‼︎（2018年3月22日 - 、ツイキャス→YouTube）
- つかめ!夢のキャンパスライフ リア充バスターズ（2016年10月 - 12月27日、AbemaTV内AbemaSPECIAL)  - サポーター

### ドラマ
- FACE〜見知らぬ恋人〜（2001年1月-3月、日本テレビ） - イノ 役
- 月曜ゴールデン 夜の終る時（2007年12月10日、TBS） - 千葉 役
- 裸の大将〜宮崎篇〜宮崎の鬼が笑うので〜（2008年5月24日、フジテレビ） - 鈴木（コソ泥） 役
- ハイパーヨーヨーバーニング（2011年、テレビ東京） - ミスター・ヨー 役
- サザエさん アニメ＆ドラマで2時間半SP（2013年12月1日、フジテレビ） - 占い師 役
- 隕石家族（2020年4月11日 - 、フジテレビ） - 林 役
- 明治ドラマスペシャル ずんずん!（2021年4月16日、テレビ朝日） - 牛乳店の助っ人配達員 役
- 江戸からきたキラくん（2024年1月2日、東海テレビ） - 吉良上野介義央 役[25][26]

### 映画
- ドクタースランプ アラレのびっくりバーン（1999年3月6日公開、東映） - ナシババ 役
- ナースのお仕事 ザ・ムービー（2002年5月11日公開、東宝） - 猿渡剛 役
- ピーナッツ（2006年1月28日公開、コムスティック） - スポーツショップの客 役
- GOEMON（2009年5月1日公開、松竹 / ワーナー） - 民衆（台詞ありエキストラ） 役
- ルパンの奇巌城（2011年5月公開、カエルカフェ） - 佐々部教授 役
- 一遍上人（2012年5月公開、カエルカフェ） - 一遍 役（主演）
- それいけ!アンパンマン ブルブルの宝探し大冒険!（2017年7月、東京テアトル） - いいかげんに城 役

### アニメ
- 魔人探偵脳噛ネウロ（日本テレビ）…満腹太郎 役
- ドクタースランプ（フジテレビ）…コマッタチャン 役

### 吹き替え
- マーヴェリック - 犬 役 ※金曜ロードショー版
- ぼくが地球を救う -犬の心の声 役
- ボルト - 鳩 役

### 舞台
- 作者をせかす六人の主人公たち - バンデス 役

### 広告・CM
- アコム（2007年）
- 山形県選挙管理委員会「第23回参議院議員通常選挙」（2013年） - 朝倉さやと共演
- サンエーフード山形「とんかつ とん八」（ラジオCM）

### その他
- 13歳のハローワークDS（2008年） - R（アール） 役
- モリゾー・キッコロ 森へいこうよ!（2010年）

## 書籍
- ウドちゃんの旅してゴメン（2005年7月1日、ぴあ） - ISBN 978-4835615561
- ウドの31音（2023年4月20日、飯塚書店） - ISBN 978-4752281207